# Bettina Wegner

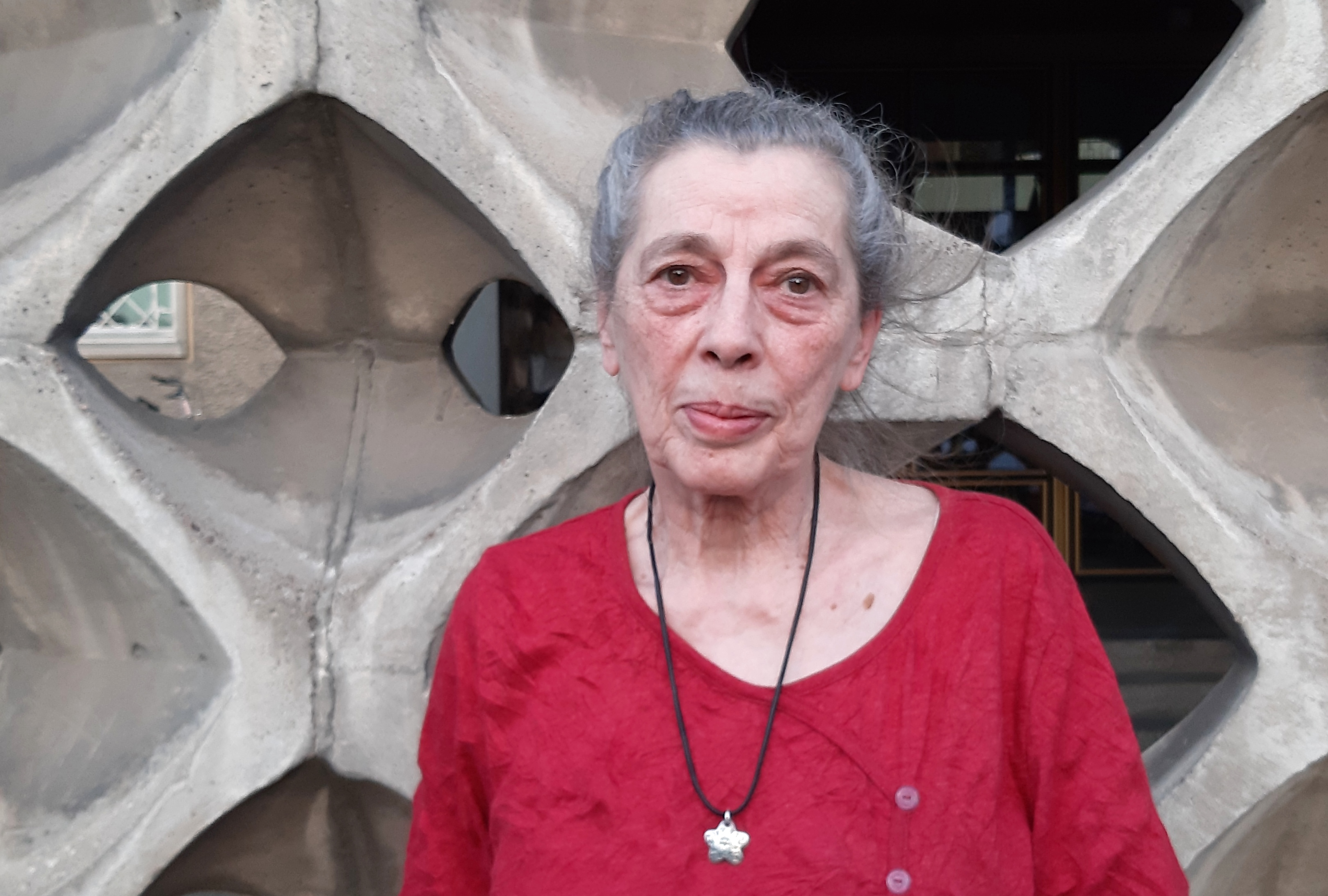
Bettina Wegner (2022)

Bettina-Helene Wegner (* 4. November 1947 in Berlin) ist eine deutsche Liedermacherin und Lyrikerin. Ihr bekanntestes Lied ist Kinder (Sind so kleine Hände) aus dem Jahre 1976, das – gesungen von Joan Baez – auch internationale Verbreitung fand.

## Leben

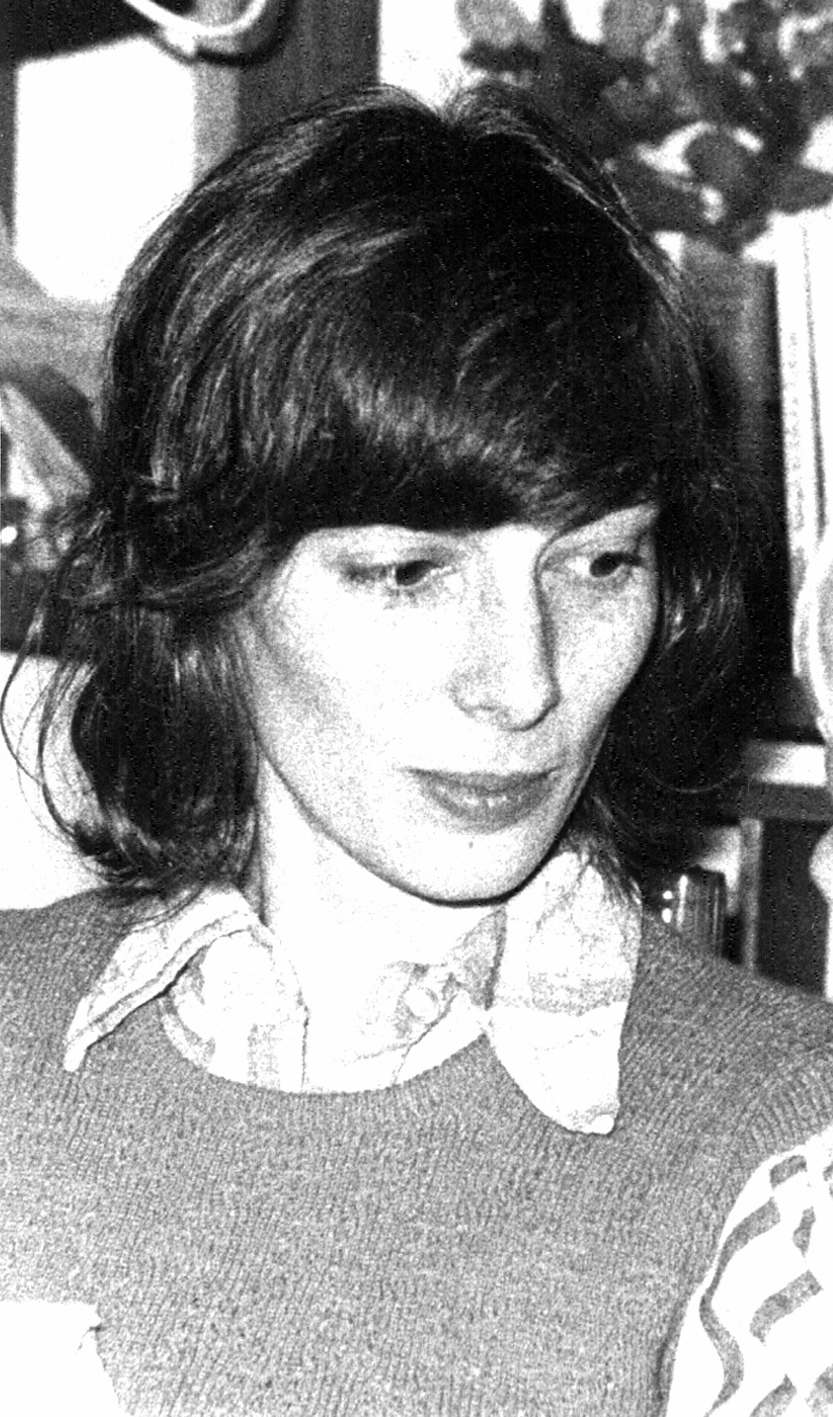
Bettina Wegner, 1974

Bettina Wegner wurde 1947 im West-Berliner Ortsteil Lichterfelde geboren. Nach der Gründung der DDR übersiedelten Wegners Eltern – überzeugte Kommunisten – mit ihr nach Ost-Berlin. Ihr Vater Karl-Heinz Wegner (1915–2009), der spätere Chefredakteur der Zeitschrift Freie Welt, arbeitete bereits in Ost-Berlin und konnte sich die Miete im Westteil nicht leisten. Wegner erlernte den Beruf einer Bibliotheksfacharbeiterin und begann 1966 ein Studium an der Schauspielschule Berlin. 1966 war sie Mitgründerin des Hootenanny-Klubs. Da das ursprüngliche Prinzip, jeder könne unzensiert auf der Bühne seine Texte und Lieder bringen, aufgegeben wurde, verließ sie die Gruppe jedoch, als der Hootenanny-Klub in Oktoberklub umbenannt und der FDJ unterstellt wurde.
Am 21. März 1968 brachte sie ihr erstes Kind Benjamin zur Welt, das sie gemeinsam mit Thomas Brasch hatte. Nachdem sie in Zusammenhang mit dem Prager Frühling Flugblätter gegen die Intervention der Warschauer-Pakt-Staaten in der Tschechoslowakei mit Schlagworten wie „Es lebe das rote Prag!“ oder „Hoch Dubcek!“ geschrieben und verteilt hatte, wurde sie exmatrikuliert, verhaftet und wegen „staatsfeindlicher Hetze“ zu einer Freiheitsstrafe von einem Jahr und sieben Monaten auf Bewährung verurteilt. Die Erfahrungen mit der Zensur und in der Untersuchungshaft sollten fortan ihre Haltung und vor allem ihre Lieder prägen. Nach Bewährung in der Produktion besuchte sie die Abendschule, holte das Abitur nach und absolvierte 1971/72 eine Ausbildung als Sängerin am Zentralen Studio für Unterhaltungskunst. Seitdem lebt sie freischaffend.
Eigene Veranstaltungsreihen (Eintopp, Kramladen) gemeinsam mit dem Schriftsteller Klaus Schlesinger, mit dem Bettina Wegner von 1970 bis 1982 verheiratet war, wurden von staatlichen Stellen verboten. Nach öffentlichem Protest gegen die Ausbürgerung Wolf Biermanns 1976 wurden ihre Auftrittsmöglichkeiten immer weiter beschnitten; sie wurde bespitzelt und unter Druck gesetzt. Ihre damalige Managerin Katharina Harich, die gleichzeitig Managerin der humoristischen Songgruppe MTS war, ermöglichte ihr in dieser Zeit noch Auftritte als Geheimtipp, denn auf den Plakaten stand nun: „MTS und Sängerin“. Ebenso half Werner Sellhorn, mit dem sie ein „unverfänglich“ klingendes Programm hatte: „Kurt Tucholsky und Songs von heute“. Die Konzerte waren trotzdem überfüllt, denn Mundpropaganda war in der DDR sehr wirkungsvoll, wenn es um verbotene Literatur oder Musik ging. Auch in einigen Kirchen konnte sie noch Konzerte geben, zum Beispiel in der für oppositionelle Veranstaltungen bekannten Samariterkirche in Ost-Berlin.
Als sie durch eine Kennzeichen-D-Sendung von Dirk Sager 1978 auch im Westen schlagartig bekannt wurde, ergab sich für sie die Möglichkeit, bei CBS ihre erste Langspielplatte im Westen zu veröffentlichen. Es handelte sich um den Mitschnitt eines Konzertes im Künstlerhaus Bethanien. Auf ihrer ersten Studio-LP bei CBS wurde sie von Musikern der Rockband Nervous Germans begleitet. So ergaben sich Möglichkeiten, an die in der DDR nicht zu denken waren. Sie konnte ihr Berufsverbot in der DDR nun mit Auftritten in der Bundesrepublik Deutschland, Österreich, Belgien und der Schweiz kompensieren, da sie als „Devisenbringerin“ in den Westen reisen durfte. Das war jedoch eine übliche Methode der DDR-Regierung, bekannte, aber unliebsame Künstler loszuwerden: Nach Einleitung eines Ermittlungsverfahrens „wegen Verdachts auf Zoll- und Devisenvergehen“ sah sich Bettina Wegner 1983 als DDR-Bürgerin vor die Wahl gestellt, ins Gefängnis zu gehen oder ausgebürgert zu werden. Daraufhin verließ sie die DDR in Richtung West-Berlin. Dieser Verlust der Heimat und der kommunistischen Ideale wurden zu den wichtigsten Themen ihrer Lieder in den 1980er Jahren.

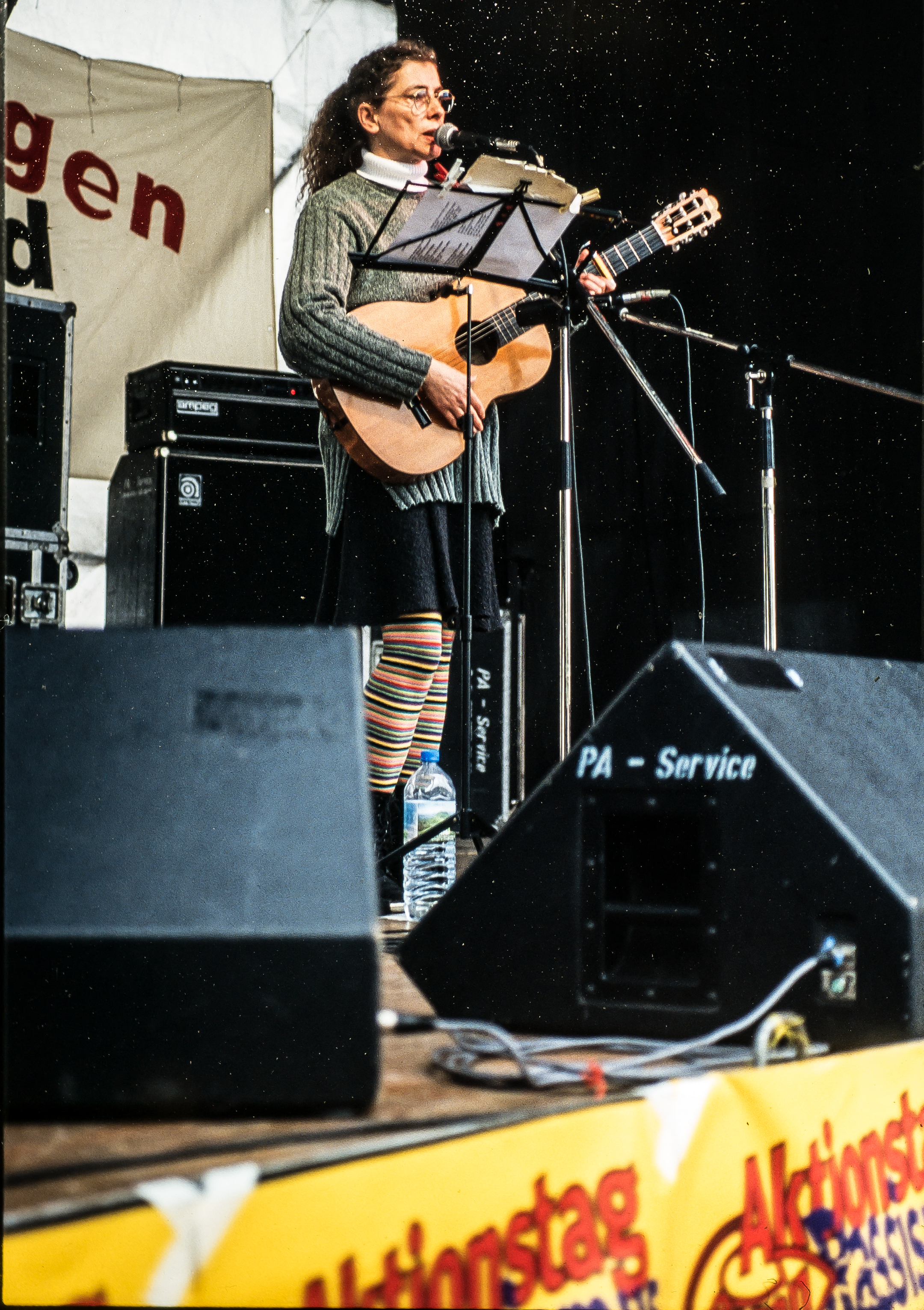
Konzert von Bettina Wegner vor dem Roten Rathaus in Berlin (1998)

Ab 1974 bis zu ihrer Ausbürgerung wurde sie vom Ministerium für Staatssicherheit als „feindlich-negative Person“ im operativen Vorgang „Schreiberling“ wegen staatsfeindlicher Hetze nach § 106 des Strafgesetzbuchs der DDR bearbeitet.
1988 führte Bettina Wegner eine neun Monate lange Beziehung mit Oskar Lafontaine, der damals Ministerpräsident des Saarlandes war.
Als Liedermacherin trat sie unter anderem gemeinsam mit Joan Baez, Konstantin Wecker und Angelo Branduardi auf. Neue musikalische Impulse durch Wecker entwickelte der Münchner Konzertgitarrist Peter Meier von 1985 bis 1992 mit Bettina Wegner als solistischer Begleiter und Arrangeur weiter. Auch komponierte er die Musik zu einigen ihrer Texte wie Das Lied vom Messer, Waffenlos, Der Prinz ist gegangen und Sie hat’s gewußt. Ab 1992 gab sie weiter regelmäßig erfolgreiche Konzerte mit ihrem neuen Begleit-Trio von L’art de Passage und vor allem zusammen mit Karsten Troyke. 1996 bekam Bettina Wegner in Meiningen für ihr Programm Sie hat’s gewusst als erste Preisträgerin den Thüringer Kleinkunstpreis verliehen. Sie veröffentlichte mehrere CDs, verschwand aber langsam aus den Medien wie Fernsehen und Hörfunk.
Nach über 30 Jahren Tourneen und Plattenveröffentlichungen verabschiedete sich Bettina Wegner 2007 mit einer Abschiedstournee vorläufig von ihrem Publikum. Anlass dafür waren gesundheitliche Gründe, aber nicht nur diese: „Es wird gefeilscht wie um eine alternde Hure. Natürlich habe ich meinen Preis […] Es muss ein Ende haben, Sängerin ist dann nicht mehr mein Beruf, auch wenn ich weiter singe – Benefiz oder besondere Anlässe zum Beispiel […]“
Im August 2022 trat Wegner in der evangelisch-lutherischen St.-Nikolai-Kirche in Wettin auf. Wegen ihrer erkrankten rechten Hand sang sie a cappella und leitete ihr Lied Kinder mit Bemerkungen zum „Gebrauchswert“ des Liedes ein, das zwei Bands in eigenen Liedern verarbeitet hatten. Über die Punk-Version von Daily Terror („Sind so kleine Biere“) habe sie sich gefreut, gegen die völkische der Rechtsrock-Band Spreegeschwader  („Schützt unsere Kinder, schützt unser Blut“) erfolgreich geklagt. Anlässlich ihres 76. Geburtstages gab sie im November 2023 mit Karsten Troyke und Jens-Peter Kruse in der Wabe in Berlin-Prenzlauer Berg ein Geburtstagskonzert.
Bettina Wegner hat drei Kinder. Sie lebt seit 1983 in Berlin-Frohnau.

## Auszeichnungen
- Ehrenantenne (Liedermacherpreis des Belgischen Rundfunks)
- 1996: Thüringer Kleinkunstpreis bei den Meininger Kleinkunsttagen
- 2020: Deutscher Musikautorenpreis der GEMA[19]
- 2022: Verdienstkreuz am Bande des Verdienstordens der Bundesrepublik Deutschland (Bundesverdienstkreuz)[20]
- 2023: B.Z.-Kulturpreis[21]

## Werke

### Singles
- 1980: Kinder (Sind so kleine Hände) / Klein Zaches / Der Feuerwehrmann
- 1980: Über Gebote / Für Vera Kamenko
- 1981: No Woman, No Cry (Weine nicht, aber schrei) / Jesus
- 1983: Stille ist’s / Cool sein
- 1987: Ich will nicht / Für meine verlassenen Freunde

### LPs
- 1976: Mitwirkung an der Amiga-Langspielplatte Lied aus dem neuen Tag (mit den Titeln Wenn meine Lieder nicht mehr stimmen und Ach, wenn ich doch als Mann auf diese Welt gekommen wär’)
- 1979: Sind so kleine Hände (CBS, Verkäufe: + 250.000, DE: Gold)[22]
- 1980: Wenn meine Lieder nicht mehr stimmen
- 1981: Traurig bin ich sowieso
- 1983: Weine nicht, aber schrei (mit Konstantin Wecker)
- 1985: Heimweh nach Heimat (mit Konstantin Wecker)
- 1987: Von Deutschland nach Deutschland (auch als CD)
- 1992: Sie hat’s gewußt (auch als CD)

### CDs
- 1997: Die Lieder Vol. 1, Vol. 2, Vol. 3 (3 CDs)
- 1998: Wege (mit Karsten Troyke)
- 2000: Die Leute aus meiner Straße (mit Inge Heym)
- 2001: Alles was ich wünsche (mit Karsten Troyke)
- 2003: Mein Bruder … Jüdische Lieder (mit Karsten Troyke)
- 2004: Liebeslieder (Doppel-CD)
- 2007: Die Abschiedstournee (mit Karsten Troyke, Doppel-CD)
- 2017: Was ich zu sagen hatte – 120 Lieder aus 50 Jahren (5 CDs)

### MP3-Streaming
- 2018: Tanz mich bis zur Liebe Schluss

### Bücher
- Gebote. Lieder und Gedichte aus 40 Jahren. Buch zum Film BETTINA. Salzgeber Buchverlage, 2022, ISBN 978-3-95985-661-4.
- Wenn meine Lieder nicht mehr stimmen. Mit einem Vorwort von Sarah Kirsch. Rowohlt Taschenbuch 4399, Reinbek bei Hamburg 1979, ISBN 3-499-14399-2.
- Traurig bin ich sowieso. Lieder und Gedichte. Rowohlt Taschenbuch 5004, Reinbek bei Hamburg 1982, ISBN 3-499-15004-2.
- Weine nicht, aber schrei. Lieder und Gedichte (zusammen mit Claudia Hennes). Büchergilde Gutenberg, Frankfurt am Main 1982, ISBN 3-7632-2736-9.
- Als ich grade zwanzig war. Lieder und Gedichte aus Ost und West in Nachdichtungen. Rowohlt Taschenbuch 5699, Reinbek bei Hamburg 1986, ISBN 3-499-15699-7.
- Von Deutschland nach Deutschland ein Katzensprung. Lieder und Gedichte. Rowohlt Taschenbuch 5906, Reinbek bei Hamburg 1986, ISBN 3-499-15906-6.
- Es ist so wenig. Lieder, Texte, Noten (mit Peter Meier und Rainer Lindner). Selbstverlag Lindner, Gemünden 1991, ISBN 3-9800398-3-8.
- In Niemandshaus hab ich ein Zimmer. Lieder und Gedichte. Aufbau Taschenbuch 1247, Berlin 1997, ISBN 3-7466-1247-0.

## Filme
- Lutz Pehnert drehte den Dokumentarfilm Bettina über Bettina Wegner, der auf der Berlinale 2022 seine Weltpremiere feierte.
- Oderbruch, eine achtteilige Mystery-Krimiserie, Deutschland 2023.